# Кадацкий-Руднев, Иван Никитич
Иван Никитич (Никитович) Кадацкий-Руднев (1(14) января 1889 — 28 июля 1938) — советский военно-морской деятель, флагман 1-го ранга (20.11.1935).

## Биография
Родился в Таганроге, с 18 лет работал матросом на каботажных судах. Окончил Таганрогскую мореходную школу.
Служил на Черноморском флоте матросов. В 1915 году сдал экзамен на офицерский чин, произведён в прапорщики по морской части. Участвовал в первой мировой войне на судах бригады траления Черноморского флота.
С февраля 1918 года служил в РККФ. В 1918 году один из организаторов создания отряда вооруженных судов в Таганроге. Во время проведения Красного десанта на Миусский полуостров командовал тральщиком «Адольф».
В августе того же 1918 года попал в плен, смог бежать только в начале 1920 года.
С апреля 1920 года — начальник службы связи Морских сил Азовского моря, с августа 1920 — начальник дивизиона канонерских лодок Азовской военной флотилии. Во время сражения у косы Обиточной являлся флаг-штурманом отряда кораблей АВФ. С декабря 1920 — старший морской начальник Мариупольской базы Азовской военной флотилии. С 1921 года начальник дивизиона канонерских лодок Черноморского флота, командир канонерской лодки «Терец», флаг-капитан походного штаба командующего Черноморским флотом.
В 1922—1926 годах слушатель Военно-морской академии.
В 1926—1930 годах командир крейсера «Коминтерн», 1930—1931 годах командир линкора «Парижская коммуна», 1931—1932 годах командир бригады крейсеров Черноморского флота, 1932—1933 годах командир отряда учебных кораблей Балтийского флота, 1933—1938 годах командующий Амурской Краснознамённой военной флотилии.
Флагман 1-го ранга (1935 год). Член ВКП(б) с 1931 года.
Проживал в Москве, гостиница «Турист» (улица Арбат, дом 57, комната 801).

### Арест и расстрел
13 марта 1938 года в Москве при выходе из вагона поезда, следовавшего с Дальнего Востока, был арестован. Его приговорили на суде ВКВС СССР к высшей мере наказания 28 июля того же года по обвинению в участии в контрреволюционной и террористической организации.
Определением Военной коллегии ВС СССР от 11 июля 1956 г. реабилитирован посмертно.

## Награды
- Орден Красного Знамени (20.02.1928[7]), знак ордена № 13777
- Орден Красной Звезды (1935), знак ордена № 713

## Память
Мемориальная доска установлена в Хабаровске, на доме по ул. Ильича, 2, в 1997 году.
Текст:
«В этом доме в 30-е годы жил
командующий
Краснознамённой Амурской
флотилией
флагман I ранга
Иван Никитович
Кадацкий-Руднев.
Безвинно репрессирован
в 1937 году.
Реабилитирован посмертно.».